# Aconitum brunneum
Aconitum brunneum är en ranunkelväxtart som beskrevs av Hand.-mazz.. Aconitum brunneum ingår i släktet stormhattar, och familjen ranunkelväxter. Inga underarter finns listade i Catalogue of Life.